# 武雄市図書館・歴史資料館
武雄市図書館・歴史資料館（たけおしとしょかん・れきししりょうかん）は、佐賀県武雄市が条例で設置を定めた、図書館と歴史資料館などで構成される市立の複合施設である。2000年10月1日開館。
図書館部分では2013年から指定管理者制度により、カルチュアコンビニエンスクラブ（CCC社、TSUTAYAの経営母体）が指定管理者となっている。

## 施設の構成
「武雄市図書館・歴史資料館条例」で設置を定めた施設は以下のとおり。
- 図書館
  - 本館
  - こども図書館
- 歴史資料館
  - 蘭学・企画展示室
  - 特別収蔵庫
  - 一般収蔵庫
- その他の附属施設

## 図書館
武雄市図書館・歴史資料館の図書館は、本館と武雄市こども図書館から構成される。

### 概要
- 開館時間 - 9時から21時まで
- 休館日 - 年中無休

業務の都合、自然災害により、一部営業時間、開館日の変更可能性がある。開館・閉館時刻の変更や休館の例は以下の通り。
- 2015年（平成27年）8月25日 台風15号のため11時開館[5]
- 2016年（平成28年）1月24日 大雪のため17時閉館[6]
- 2016年（平成28年）9月5日 台風12号のため11時開館[7]
- 2017年（平成29年）6月27日 電気工事のため終日休館[8]
- 2018年（平成30年）7月3日 台風7号のため19時閉館[9]
- 2018年（平成30年）7月6日 豪雨のため18時閉館[10]
- 2019年（令和元年）8月28日 大雨のため休館[11]、翌29日は正午開館[12]。また同豪雨のため市内のTSUTAYA武雄店が浸水し[13]、設置していた返却ポストが使用できなくなった[14]。
- 2021年（令和3年）8月13日 大雨のため17時閉館[15]。翌14日を臨時休館[16]。

開館中であっても、蔦屋書店のイベントが図書館の閲覧室 や閲覧席 で開催されるため、利用を規制されることがある。

### 歴史
杵島郡教育会が御大典記念として図書館の設置を計画、1916年（大正5年）5月21日に杵島郡教育会の経営する私立杵島図書館として武雄高等小学校前に開館した。西洋風の二階建てで総坪数30坪であった。
1930年（昭和5年）4月、武雄町立武雄図書館となる。昭和12年度の『県立佐賀図書館年報』には巡回文庫の巡回先として武雄町に「町立武雄圖書館」の記載があり、また現在の武雄市域に該当する複数の町村に図書館が記されている。
1954年（昭和29年）4月、市制施行に伴い武雄市立図書館と改称。
1957年（昭和32年）3月、武雄市立図書館設置条例の施行に伴い拡充した。昭和34年度版『社会教育の現状と方針』の「図書館一覧表」には武雄市の設置した図書館の施設m2が181とある。
1967年（昭和42年）10月2日、武雄町西浦の元九州電力武雄営業所を市立図書館に改築し移転。開館時間は6月から10月が9時から17時30分、11月から5月が8時30分から17時。休館日は日曜、祝祭日、年末年始、金曜日は午後から休館であった。
1975年（昭和50年）、図書館法に基づき市立図書館協議会が設置された。
1980年（昭和55年）5月27日、宮野町の旧副島病院跡に改装移転。
1994年（平成6年）9月、市制施行40周年記念事業の一環として募集された「武雄市への提言」 に、図書館の開館時間が月曜日から木曜日と土曜日が9時から5時、金曜日が午前中なことに一考を求める意見があり、1995年（平成7年）5月から日曜開館が始まった。1997年（平成9年）2月には開館時間が火・水・木曜は10時から18時、金・土・日曜は10時から17時、休館日が月曜・祝日・第3木曜日・年末年始と案内されていた。
1989年（平成元年）、第三次武雄市総合計画 に基づき「市民文化の森構想」を策定しこれに基づき、図書館・歴史資料館が建設されることになる。
1998年（平成10年）、図書館・歴史資料館の建設工事が開始。1999年（平成11年）2月に愛称を募集、3月末にエポカル武雄と決定。
2000年（平成12年）10月1日、武雄市図書館・歴史資料館が開館。図書館の開館時間は午前10時から午後6時、休館日は月曜日（祝日のときは翌日も休館）、こどもの日・文化の日を除く国民の祝日、12月28日から1月4日の年末年始、毎月第3木曜日（祝日のときは翌日）の館内整理日、6月1日から10日以内の特別整理期間であった。
2006年（平成18年）4月7日、市域拡大に伴い、図書館の金曜日の開館時間を1時間延長し19時までとした。
2007年（平成19年）3月1日、図書館システムを更新し図書利用カードを切り替えた。同年5月からはこどもの日と文化の日以外の祝日も開館することになった。
2009年（平成21年）9月から2010年（平成22年）2月までの間、利用状況の把握のためとして第2・4月曜日を開館し、第2・4火曜日を休館した。
2012年（平成24年）4月から、毎週月曜の休館日が毎月第1月曜日となった。
同2012年5月4日、市長（当時）の樋渡啓祐が、株式会社カルチュア・コンビニエンス・クラブ（以下CCC）を指定管理者にすると発表（市議会での承認前）。同年7月8日、市議会臨時議会でCCCを指定管理者とする議案を可決。同年11月1日から2013年（平成25年）3月31日まで改装工事のため閉館、11月15日から2月28日までは武雄市文化会館内に臨時図書館を設けて一部図書を貸し出した。
2013年（平成25年）4月1日、全面改装の上でCCCを指定管理者とした運営を開始。CCCは目的外使用の許可を得てスターバックスを含む蔦屋書店を設置。貸出対象を日本国内居住者に拡大。図書館の開館時間を延長し休館日を廃止。蘭学・企画展示室の休館日を月曜日とした。
2017年（平成29年）5月31日、蘭学館跡に置かれた蔦屋書店の有料CD・DVDレンタル店舗が閉鎖。同年10月1日、武雄市こども図書館が開館。
2020年（令和2年）2月6日、図書館のウェブサイト及びメールアドレスをlg.jpドメインから汎用jpドメインへと移行。
武雄市内で新型コロナウイルス感染が確認されたため、2020年（令和2年）4月2日から5日にかけて臨時休館した後、4月18日から5月6日まで再び臨時休館となった。5月14日から開館時間を短縮して19時に閉館していたが、6月1日から通常開館となった。

### 「武雄市図書館」という名称
条例における施設の正式名称は「武雄市図書館・歴史資料館」である。「武雄市図書館」という名称は、指定管理者制度導入以前は武雄市図書館・歴史資料館の通称、または同施設のうち特に図書館部分を指す通称として使われていた。

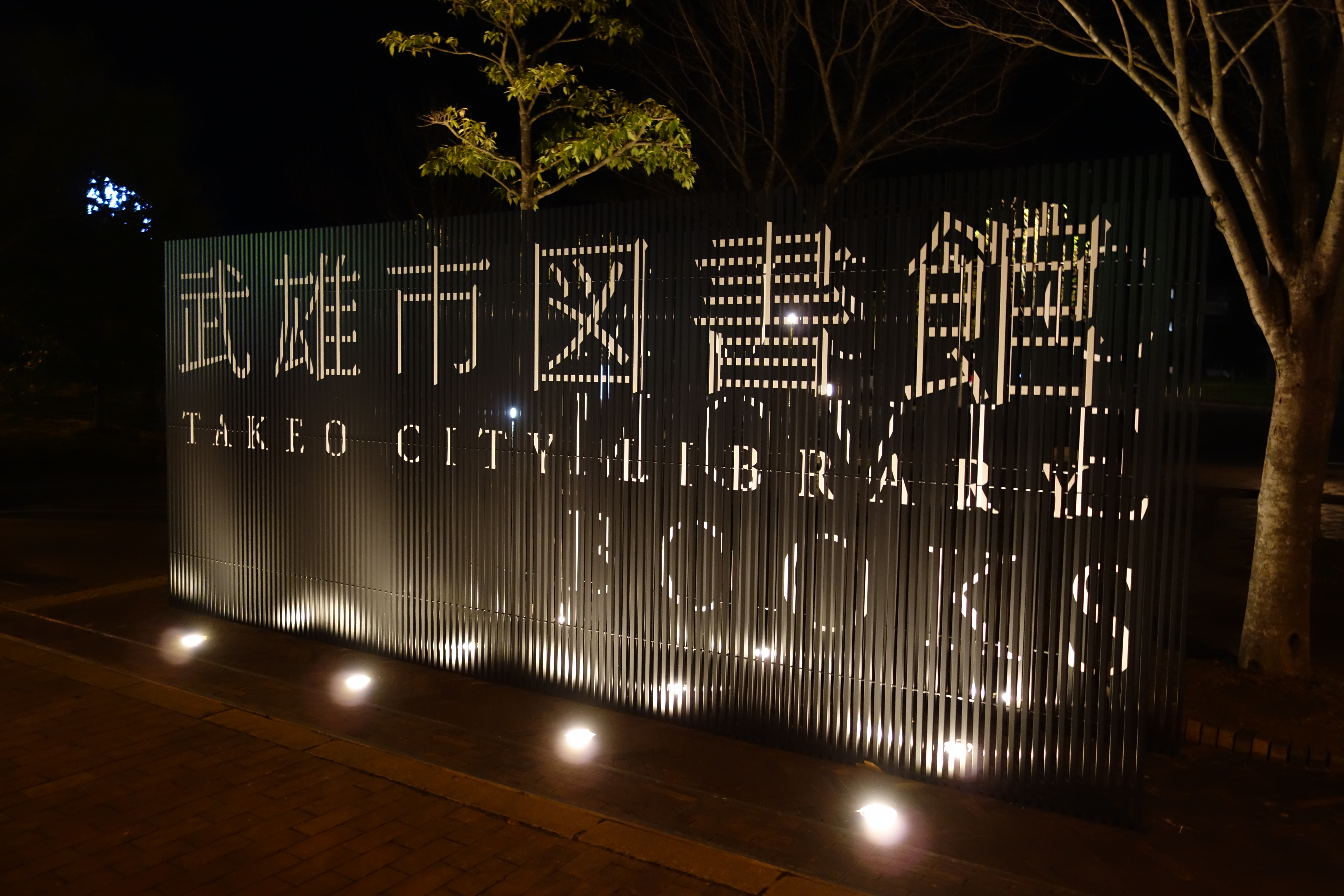
スリットボード

2013年の改装では、音楽・映像ソフトレンタル店舗となった旧蘭学館の外壁、原研哉がデザインした長崎県美術館と同じ「櫛形ダブルレイヤー」のサイン、駐車場入り口にあるスターバックスのロゴ入りの看板など敷地及び施設の随所に「武雄市図書館」と掲示されたが、そのうち改装前からの玄関に向かって右の並びにある返却ポスト上部と、新設されたゆめタウン武雄側の出入口脇の壁面サインについては「武雄市図書館・歴史資料館」と修正された。
条例の正式名称から「歴史資料館」を削って掲示したことに市議（当時）の谷口攝久が議会で抗議の質問を行ったところ、市長（当時）の樋渡啓祐は「最終的には自分の判断」「短いほうがいい」「武雄市立図書館にするのか、武雄市図書館にするのかということでも、相当悩みました」と答弁した。また「武雄市図書館」はこの改装で施設に置かれた音楽・映像ソフトレンタル及び書籍・雑誌販売を営む蔦屋書店の店舗名でもある。
2017年の武雄市こども図書館の開館及び再改装では、「武雄市図書館」は「STARBUCKS COFFEE」を伴い、同様に「九州パンケーキ」及び「HONEY COFFEE」を伴う「武雄市子ども図書館」とは別の方向にあることを示す看板が設置された。また武雄市こども図書館飲食等施設出店者募集要項には武雄市こども図書館について「武雄市図書館に隣接しており、連絡通路にて来館者の往来あり」と書かれている。このため「武雄市図書館」は図書館・本館または2000年の新築開館当時からある建物を指して使われる場合もある。
武雄市こども図書館が開館し、市が公開したウェブサイトでは図書館のウェブサイトを「武雄市図書館・武雄市こども図書館公式HP」と記しながら「隣接する武雄市図書館・歴史資料館とともに」とも書くなど混乱もある。

### 武雄市MY図書館
武雄市MY図書館はかつてあった電子図書館サービス。2011年4月13日にサービスが開始された。当初はiPadのみを対象としていたが、2012年7月2日にiPhoneとAndroidも対象となった。慶應義塾大学との共同プロジェクトとして中村伊知哉を名誉館長、菊池尚人を名誉副館長とし、中村や菊池らをメンバーとした武雄市図書館デジタル化推進協議会 を設置して推進された。
子育てや遠距離を理由に図書館に通えない市民に対するサービス拡充、障害者支援などを目的とした実証実験と発表され、サービス開始時には「3-5年程度をかけて、図書館蔵書のうち、『権利処理が容易なものを中心に約10万冊』の電子化」を目指す、「図書館に行かなくても自分のiPadで図書を借りることができる、日本初の取り組み」であるとしていた。実際にはインターネットを利用した電子書籍の貸し出しとしては、2007年11月26日にサービス開始した東京都千代田区立千代田図書館の例が既にあった。当時の武雄市長、樋渡啓祐はサービス開始前、「図書館法、著作権法などの関係法令の壁に挑戦」すると述べ、この電子図書館をロールモデルとする意向を示し、2011年7月には毎日コミュニケーションズが開催した「マイコミ スマートフォンアワード2011」において大賞およびソリューション活用部門最優秀賞を受賞した。
しかし2012年2月29日には、提供を目指すとしていた約10万冊に対して利用可能なものは武雄市史・武雄市広報・青空文庫などの150冊、利用者は初年度目標の1000人に対し、約370人に留まっていると報じられた。2013年度の図書館への指定管理者制度導入以降も、武雄市MY図書館の予算は指定管理料とは別に付けられてきたが、2017年度予算には計上されず、福祉文教常任委員会で議論されることもなかった。2017年9月頃までにウェブサーバーから応答が返らなくなり、App Store とGoogle Play からアプリが削除され、「武雄市図書館」のウェブページにあったリンクのバナーが撤去された。
武雄市図書館デジタル化推進協議会のメンバーは会長の松原聡や名誉館長でもある中村伊知哉、名誉副館長でもある菊池尚人などが、武雄市の小中学校へのタブレット端末の配備にも関わっているが、武雄市MY図書館が終了するに至った件については語っていない。

### カルチュア・コンビニエンス・クラブによる運営

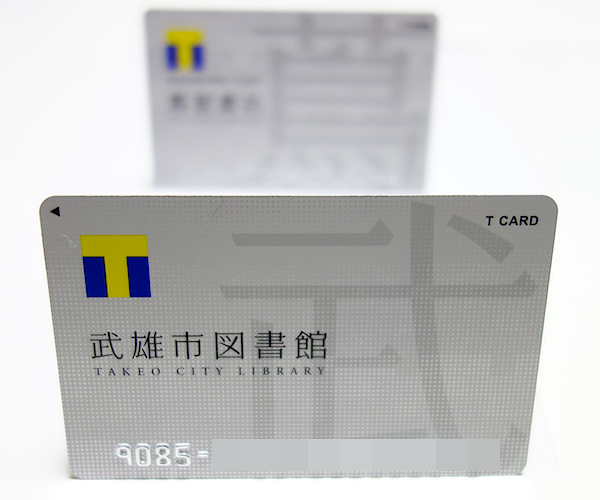
Tカード 手前）武雄市図書館
後）モデルとなった代官山蔦屋書店

2012年5月4日、武雄市は書籍・音楽ソフト・映像ソフトのレンタル・販売店大手チェーン「TSUTAYA」を運営するカルチュア・コンビニエンス・クラブ（以下CCC）を、当館の指定管理者にすることを発表した。
民営の書店である代官山蔦屋書店を手本にすることが特徴で、蔵書数20万冊、年中無休とし、開館時間を9時から21時に拡大するなど、サービス向上を図るとした。当時の武雄市長であった樋渡啓祐が東京の代官山蔦屋書店に感銘を受け、CCC社との連携を思いついたという。若年層に普及しているTカードでのポイント付与により、若者の図書館利用を促す狙いもあった。
最大の話題となったのは、図書館の貸出カードにCCC社が展開する「Tカード」を採用したことである。
地方自治体が運営する市立の公共図書館において、個人の思想・信条や嗜好などが反映される図書貸出履歴が、一民間企業のビッグデータとして活用されることを危惧する指摘があった。これに対し、樋渡は「貸出情報は個人情報には当たらないというのは僕の持論」と延べ、「図書館の自由に関する宣言」についても「一般社会には何ら法規性はない」と述べた。
構想発表当初は、図書館利用カードをTカードへ完全移行する計画であったが、一部の市民らが個人情報の流出を恐れるなど反発があり、結果としてTカードまたは新たに発行する「図書利用カード」いずれかの選択制に変更された。
Tカードの場合には図書貸出時にTポイントを付与する。貸出カードの有効期限は、Tカード・図書利用カードのいずれも発行日から3年。市によると、事前の利用者登録およびカード更新では、約3400名中95%の利用者がTカードを選択した。このため、大半の利用者の図書貸出履歴が一民間企業にビッグデータとして蓄積される、日本初（世界初）の公設公共図書館となった。
「図書館の自由に関する宣言」は、戦後日本の公共図書館における倫理綱領として機能してきたが、司書など図書館関係者向けのものであり、広く一般に知られていたわけではなかった。しかし武雄市図書館のTポイント導入を期に議論が起こることとなり、図書館情報学研究者の岡部晋典はこれを評して「近現代図書館史の一つのターニングポイントにもなりえる」と書いている。
さらに同年8月14日には、図書館にスターバックスコーヒーを出店することも発表。図書館内の座席では館内で購入した飲料や、持ち込んだ水筒（スターバックス店内には持ち込み不可）に入れた飲料などを飲みながら、蔵書を閲覧できるようにした（食事は不可）。
CCC社長（当時）増田宗昭は、2013年8月27日の講演において、武雄市図書館を「名前は図書館だが、本のレンタル屋だ」と表現した（ウェブサイトに掲載後、該当部分の文言を修正している）。資料収蔵や図書貸出の場といった従来の図書館像にしばられない「新・図書館構想」を掲げ、CCCが初めて企画・運営に取り組んだ図書館となった。
樋渡は、この事例を全国的に「新しい図書館のロールモデル（手本例）」にする 意向を繰り返し表明した。なお、2013年には宮城県多賀城市が新図書館の建設に際しCCCとの連携を発表。同年には神奈川県海老名市がCCCと図書館流通センターの共同事業体を海老名市立図書館の指定管理者に選定している。
2012年11月1日から2013年3月31日まで、リニューアルに向け蔵書の自動貸出機への対応や館内改修のため休館。2013年4月1日よりリニューアルオープンした。
公共図書館としての機能と民間書店としての機能が混在した、CCCを指定管理者とする公共図書館 では、無料の飲み水が提供されなくなったことに関して、婦人会で「千円図書館」だと話題になったことが、2013年（平成25年）6月10日の武雄市議会本会議の一般質問で紹介されている。また、武雄市図書館の利用状況を調査した慶応義塾大学文学部教授の糸賀雅児は「図書館というより公設民営のブックカフェ」と評した。
指定契約制度移行後の職員の身分は以下のとおり。給与水準はCCC基準ではなく従前の市職員の基準と同等とし、新たに通勤手当が支給されるようになった。
- 館長：市の嘱託職員→CCCの契約社員[100]。給与はCCCから支給[99]。
  - 歴史資料館（指定管理対象外）館長を兼務し、市の嘱託職員としての身分も持つ[99]。
- 市の正職員の司書→配置転換[99][101]
- 市の嘱託職員の司書→CCCの職員[99]

2016年4月からは、3月に退職した武雄市職員（こども教育部長） が館長に就任した。

### 指定管理者制度導入後の問題

#### 地域資料・郷土史資料の廃棄問題
武雄市に対する公文書の情報開示請求により「平成24年度の武雄市図書館・歴史資料館の改修にあたって廃棄された蔵書（雑誌・新聞も含む）・視聴覚資料（蘭学館で使用されていた分も含む）の一覧」リストが明るみになり、CCCを指定管理者として2013年4月に図書館をリニューアルオープンするにあたり、蔵書やDVDなどの合計8760点を除籍し廃棄処分していたことが判明した。
その際に除籍・廃棄された資料には、武雄市が重点的に収集していた温泉に関する資料や、図書館リニューアルに伴い閉鎖された歴史資料館の常設スペース「蘭学館」の蘭学に関する資料など、地域資料や郷土史資料が多数含まれていた。図書館法第3条では、公共図書館が収集すべき資料の最初に郷土資料・地方行政資料を挙げていることからも、図書館のアーカイブ機能を損なうものとして問題視された。
武雄市によると、資料の除籍は指定管理者制度導入以前に行われたという。また廃棄されたDVDの中には、ハリー・ポッターシリーズやスタジオジブリ作品など人気DVDも多く含まれ「併設されるTSUTAYAへの忖度」ではないかとも言われた。

#### 購入蔵書と購入先の問題
さらに、2013年4月のリニューアルオープンに向けて購入された本には、10年以上前のExcel解説本や公認会計士受験本、埼玉県の観光・グルメガイドなどが大量にあり「TSUTAYAの在庫処分」ではないかと話題になった。
内訳は、1997年度版『ラーメンマップ “埼玉”』2巻（全国から埼玉のみに集中した上、シリーズから2巻、4巻、5巻、6巻、8巻、9巻、10巻、11巻のみ購入）、『公認会計士第2次試験 “2001”』（2001年刊）、『エラーが分かるとWindows98/95に強くなる』（1999年刊）、『パソコン検定試験 “P検オフ” 99』（2004年刊）、『食べてやせる寿司ダイエット』（2008年刊）、『男のダイエット』（1999年6月出版）、『世にも美しいダイエット』（1994年刊）、『息するだけダイエット』、『3分で金運がついた。』（2004年刊）、『最強マフィアの仕事術』（2001年刊）、『運が開ける姓名判断』（2005年刊）など、刊行が古く実用性に疑義のあるものが含まれた。
これら用意された1万冊（約1,958万円）については、すべて当時CCC傘下であった古書店のネットオフ（現・リネットジャパングループ）から購入。CCC側は「購入はネットオフからでありツタヤの在庫処分ではない」「ネットオフはツタヤやCCCのグループ企業ではあるが在庫数の規模から選んだだけ」と回答している。
2015年9月10日、CCCは「追加納入蔵書数10,132冊（当時、CCCが出資するネットオフ等より商品リストを事前に確認の上で購入。※現在は資本関係はございません）、納入金額760万円（装備費、物流費含む）」と公式に述べた上で、リニューアル後一度も借りられていない蔵書1630冊と同冊の本を改めて選書・寄贈するとした。

#### 新運営方針への批判と市長の反論
下記の多くの懸念が出された発端でもある、2012年5月8日の新図書館構想発表の記者会見（発表側によるネット中継あり）での、樋渡と高木浩光の質疑応答では、新運営方針に関し「肝心な部分に関して事前に熟慮がなされていないということが露呈」した。
同年5月28日、日本図書館協会は「指定管理者制度導入の理由」「指定管理者制度導入の手続き」「図書館サービスと『付属事業』について」「安定的な労働環境（開館日増加・開館時間の延長と経費節減による図書館員の労働環境の問題）」「図書館利用の情報（Tカード・Tポイント導入による図書館利用に関する個人情報の取扱いの問題）」「図書館利用へのポイント付与（Tポイントを付与することの行政サービスとしてのあり方）」の6項目に関して疑問・懸念を表明した。これに対し、樋渡は自身のブログ「武雄市長物語」に「日本図書館協会の見解は対案無しの荒唐無稽だ」というタイトルで反論を表明した。
また図書館問題研究会も同年5月22日、Tカード・Tポイント導入による個人情報の取扱いの問題に対して懸念を表明している。
同年9月7日、図書館利用者の市民有志による「武雄市図書館・歴史資料館を学習する市民の会」は、上記の流れを受け、市図書館の独自改革案と公開質問状を市議会議長に提出している。
同年9月18日、日本文藝家協会は5項目からなる「図書館業務の民間委託についての提言」を発表した。この発表自体は武雄市図書館を直接名指ししていないが、提言の1つに「貸出に対してポイントサービスなどの営利企業のシステムを持ち込まない」があり、武雄市図書館の新方針に対する発表であると報道されている。著作権の権利者団体である 日本文藝家協会の提言に対し、樋渡はtwitterで「論外」「荒唐無稽」 と発言している。
2013年3月6日、日本書籍出版協会は「武雄市図書館に関する質問書」 を樋渡に提出した。文藝家協会と同じく、MY図書館の懸案である著作権処理について考える際、欠くことのできない相手である書籍出版協会 に対し、武雄市は樋渡市長名義の回答文書を公式Facebookに掲載した。また樋渡は自らのブログ上で「オープン1か月を切って、何を今さらと思うんですが、それはそれとして、こうやって関心を持ってくださることはとても良いことだと思います。地方にとって、無関心は最大の悪。そういう意味では、日本書籍出版協会（初めて聞きましたが）のご質問はありがたく思います。二の矢、三の矢、お待ちしています。日本の書籍出版の発展のために頑張ってください。僕らも応援します」という記事を公開した。
同年7月7日、図書館ボランティアの市民団体「図書館友の会全国連絡会」は、この問題に関して樋渡の独断的手法まで踏み込んだ声明を公表した。

#### 住民訴訟
2015年7月14日、TSUTAYA図書館の選書基準の不透明さ、図書館運営のずさんさに疑問を持った住民らが市に対し、樋渡啓祐前市長に1億8千万円の損害賠償を求めるよう訴えを起こした。
樋渡啓祐前市長らに約1900万円を賠償請求するよう市に求めた住民訴訟は、2018年9月28日棄却されたが、住民側は同年10月11日に福岡高裁に控訴した。2019年4月19日、福岡高裁は控訴を棄却した。

## 図書館・本館

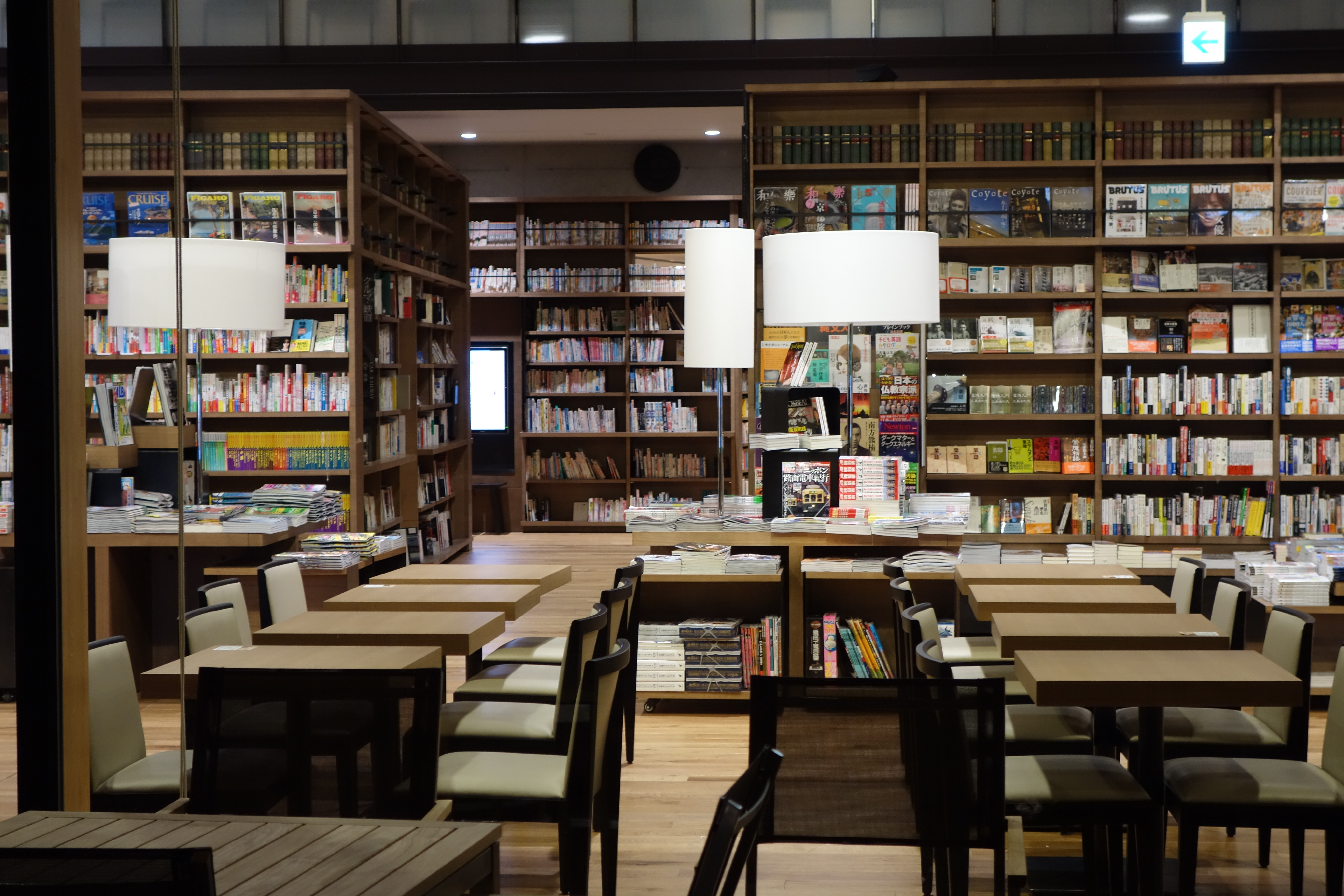
図書館・本館内部（屋外から撮影）

### 施設
- 返却カウンター
- レファレンスカウンター
- 希少本コーナー - ガラス戸付きの書架。
- 点訳・対面朗読サービス室
- 学習室 - 2階。
- シェアルーム - かつての蘭学館であり、また蔦屋書店 武雄市図書館の音楽・映像ソフトレンタル店舗だった。書架と閲覧席48席があるが、イベントが開催されると封鎖される。
- 蔦屋書店 武雄市図書館 - 指定管理の目的外使用で図書館・本館に設置された店舗[注釈 3]。
  - サービスカウンター
  - セルフカウンター - 図書館資料の貸出、書籍・雑誌販売の会計を兼ねるPOSセルフレジ。2017年5月末までは音楽・映像ソフトレンタルの会計も兼ねていた。2017年の再改装で東側の面が入会カウンターとなった。
  - スターバックスコーヒー 蔦屋書店 武雄市図書館店 - 蔦屋書店に置かれた、CCCが経営するライセンス店舗。公式サイトでは当初6席[130]、パンフレットの利用案内ではテラスを含めて102席がスターバックスの商品を購入しなければ利用できないとされており、後に公式サイトも102席に修正されたが[131]、苦情が寄せられると[132]50席の誤りであったと発表された[132]。その後12席が置かれていた窓際のカウンターに18席置かれるようになり、56席となった。

### かつてあった施設
おはなしのへや
図書館にあった読み聞かせの施設。スターバックスコーヒー 蔦屋書店 武雄市図書館店のバックヤードとなった。隣接していたこどものトイレ及び授乳室は、既存のトイレ内及び近辺に移設された。
AVブース
図書館にあった視聴覚資料の閲覧席及び陳列棚は廃止され、館内での視聴はポータブルDVDプレイヤーを一人1日1回に限り貸し出すこととなった。図書館の視聴覚資料はレファレンスコーナー内に、さらに同じ並びのコピー機横の棚へ、後には対面の棚へと移された。
畳のコーナー
隣接していた読書コーナーの一部とともに、新設の児童コーナーとなった。畳のコーナーだった部分は2017年の再改装で出入り口となり、読書コーナーだった部分について窓際沿いのカウンター席が元に戻された。
児童書レファレンスカウンター
2013年の改装で設けられたが、2017年の再改装で撤去された。

## 武雄市こども図書館

### 施設
- カウンター
- セルフカウンター
- こどもトイレ・授乳室

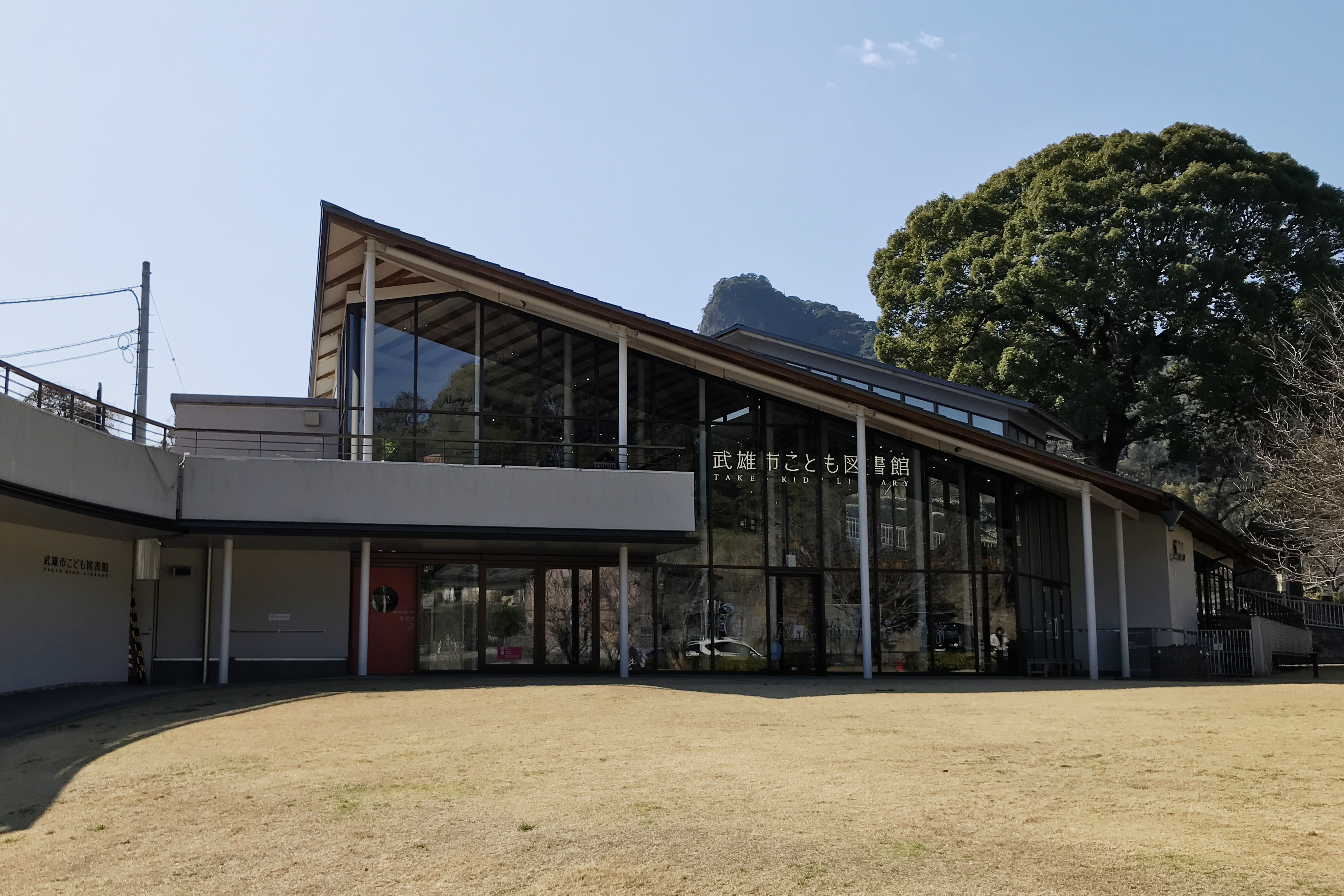
武雄市こども図書館

- 九州パンケーキカフェ 武雄市こども図書館店 - CCC九州カンパニー[注釈 4] が運営する「九州パンケーキ」のフランチャイズ店舗。同じくCCC九州カンパニー[注釈 4] が提携する「ハニー珈琲」のコーヒーも販売する[133]。

### 歴史
2013年7月1日、当時の市長であった樋渡啓祐が代官山 蔦屋書店で行った「武雄市長が語る『本の森――武雄市図書館から見えること』」と題する講演 において、「隣の畑を買収して拡張することを考えている」と発言したこと、ならびに同月28日に松阪市での講演 で「今度、この横に、キッズミュージアムをされます。ここよりも居心地の良い空間を。13年目の図書館の改装なので、本当の意味でのキッズミュージアム...あ、キッズライブラリーだ。ごめんなさい。キッズライブラリーを作ろうと思っているんですね」と発言したことについて後に武雄市議会で質問を受けている。
同年7月29日、樋渡がさらに「図書館の拡張や別館建設も考える」と話したことを佐賀新聞が報じ、8月12日にはRKB毎日放送が「3年後には、子供向けの絵本などに特化した別館を建設する方針です」と報じた。12月の市議会で樋渡は「文化会館の大ホールが老朽化の極みに達しています」として「違うところに建てることが前提で、今の大ホールの跡地を、キッズライブラリー、児童図書館にしたい」と答弁した。
2014年4月の武雄市長選挙に向けて、樋渡はこども図書館（キッズライブラリー）の新設を公約とし、「老朽化した市文化会館大ホールを解体した跡地に建設します」とした。
樋渡が佐賀県知事選挙出馬のため辞職し、樋渡の後継として2015年1月に市長に就任した小松政は、キッズライブラリーについて17日、読売新聞で「財政面から新築で建てることは考えていない」と語ったと報じられた。さらに22日には佐賀新聞でも報じられたが、小松は同日のうちに自身のブログで「関係者に迷惑をかけた」と謝罪し協力を求めた。
9月10日、朝日新聞が伝えた建設地の図面は文化会館ではなく、武雄市図書館・歴史資料館の隣接地であった。11月26日、佐賀新聞は建設地が武雄市図書館・歴史資料館西側に決まったと報じた。
12月の市議会で「子育てセンターなのか、こども図書館なのか」との質問を受け、小松はまだ仮称としながら「こども図書館と統一したい」と答弁した。
2016年3月29日、市は武雄市こども図書館建設基本計画（案）に関するパブリックコメントの実施を告知、4月27日に結果を発表した。6月議会では2年分の建設費3億8750万円が追加提案され、小松は設計にCCCの参画を求める意向を示した。7月定例教育委員会では、こども図書館に小学校高学年の児童書を入れない件について質問があり、文化課長が対象年齢を小学校低学年くらいまでを考えており、絵本を中心に置きたいと考えていると答弁した。9月議会では小松がCCCに委託する考えを示した。11月30日には起工式を行った。
2017年2月に、市はこども図書館をCCCに運営委託する半年分の指定管理料3017万円と、開館準備委託料2350万円の予算を3月議会に提案すると発表した。市は5月25日、フードコート出店者を募集し、6月に株式会社九州TSUTAYA に決定した。10月1日に開館、10日に武雄市は2018年度以降の5年間をこども図書館も一体でCCCに委託すると発表した。

## 歴史資料館

### 概要
- 開館時間
  - 9時から17時まで
- 休館日
  - 月曜日（月曜日が祝日の場合はその翌日）
  - 年末年始
  - 展示替え期間（不定）

### 施設
- 蘭学・企画展示室 - 2012年10月までは図書館企画展も行っていた企画展示室を改称し、歴史資料館の一部と定められた。図書館が指定管理となった改装後も図書館企画展は行われている[158]。
  - メディアホール - 講習会室。2012年12月議会で条例が改正されるまでは条例で設置される施設であった。
- 特別収蔵庫 - 非公開。
- 一般収蔵庫 - 非公開。

### かつてあった施設
蘭学館
武雄の蘭学資料を常設展示していた施設。ミニ展示コーナーではミニ企画展が行われていた。2012年10月末で閉鎖され、蔦屋書店 武雄市図書館の音楽・映像ソフトレンタル店舗となったが、その音楽・映像ソフトレンタル店舗も2017年5月末で閉鎖された。再改装されて外周の通路両面の棚が図書館の書架となり、その内側には席が置かれた。改装に伴って改版されたパンフレットには場所の名前は記されていない。その一方でウェブサイトでは2階学習室とともに「学習室」として紹介されているが、2階学習室と異なり電子機器を使用でき電源席がある。さらにまた武雄市観光協会は「シェアルーム」と紹介しており、「シェアルーム」はイベントの開催場所として告知されている。

### 歴史
武雄市は県立歴史資料館の誘致運動を展開したが 果たせず、佐賀県は武雄市に佐賀県立宇宙科学館を置いた。武雄市は独自に歴史資料館の設置を図ることになり、1989年（平成元年）の第三次武雄市総合計画 に基づく市民文化の森構想 を経て、2000年（平成12年）10月1日に武雄市図書館・歴史資料館が開館した。
2012年5月4日に当時の市長、樋渡啓祐は武雄新図書館構想を発表し、歴史資料館（蘭学館、企画展示室）は新設や市役所庁舎への移転なども考えるとした。6月市議会では旧長崎街道に面した田代酒造跡への歴史資料館の移転も検討しているとされた。
同年7月2日、武雄を視察に訪れた栃木県那須町町長（当時）の高久勝はFacebookに蘭学館の写真を掲載し「写真の（蘭学館」は取り壊し、CDなどの視聴覚室にするという。」（ママ）と記した。7月8日放送のTBS「がっちりマンデー!!」では特集「儲かる地方自治体」として、樋渡が「雑誌とか、本とかCDとかDVDの売り場とかレンタル所も作りますから。こっちの方とか」と話しながら蘭学館や企画展示室の方向を手振りで示す映像を放送した。その一方で市は11日に「企画展示室は残すが、蘭学館はこれから検討する」と発表した。9月8日、毎日新聞は「蘭学館は展示をやめ、商用スペースとしてレンタル用のDVDを並べることを検討する」と報じた。
しかし9月議会での樋渡の答弁を受けて14日、佐賀新聞は蘭学館と企画展示室が残されると報じた。11月から図書館・歴史資料館が改装のため閉館となった後の11月15日、市は市民報告会を開催し「蘭学館については、市の工事費には含まれていない。蘭学資料は、貴重な歴史資料であるのでこれからも大切に守っていく」と説明した。
ところが武雄市はCCCから提案を受けたとして、12月議会で蘭学館を有料CD・DVDレンタル店舗にすると発表した。この際に佐賀新聞が紙面で「蘭学館 "閉鎖" 」と見出しを打ったことに対し、樋渡は市議会で「私は佐賀新聞がこれは事実を率直に認めて閉鎖ということを撤回しない限り、閉鎖ということを撤回して修正の文書を書いてくださらない限り、我々はもう佐賀新聞は取りません」「閉鎖じゃないです。ですので、一切の佐賀新聞の取材にも応じません」、自身のブログで「今後、佐賀新聞の一切の取材もお断りします」 と抗議した。しかし、再開館に備えて2013年3月に図書館・歴史資料館のウェブサイトから分離し、武雄市公式サイト中へ移転した歴史資料館のページには「平成24年10月31日の蘭学館閉鎖」「蘭学館は平成24年10月末で閉鎖されました」 と記載されていた。
樋渡は市庁舎の耐震整備に合わせて蘭学館も整備するとしていたが、2018年に新しい市庁舎が完成 しても蘭学館が入ることはなかった。CCC社長の増田宗昭は後に蘭学館を閉鎖したことについて質問を受け「あれは簡単なこと。運営の形そのものを決めるのは市だよ」と答えている。
2014年、武雄鍋島家洋楽関係資料が国の重要文化財に指定された。

## その他の附属施設

### 施設
- こどもトイレ・授乳室
- 私たちの武雄（こども歴史コーナー）[187]

### かつてあった施設
エントランスホール
玄関から入館した所にあった広場。エポカル武雄まつりなど各種イベントに用いられていた。蔦屋書店 武雄市図書館の一部となった。
情報センター
検索やインターネットを利用できる端末が設置されていた円形のスペース。蔦屋書店 武雄市図書館の一部となった。
カフェラウンジ
飲食スペース。追加された出入り口となった。武雄市文化連盟設立記念事業として設置されていた、郷土の先人を紹介する陶板 は撤去された。その後、ゆめタウン側休憩スペース を経て、オープンスペース と呼ばれている。

## 企画展
2023年7月、武雄市出身の報道写真家として知られる一ノ瀬泰造の『没後50年記念、一ノ瀬泰造展』を「令和5年度 武雄市図書館・歴史資料館 企画展」として開催している。

## 関連書籍
- 樋渡啓祐『沸騰! 図書館 100万人が訪れた驚きのハコモノ』KADOKAWA/角川書店、2014年5月8日。ISBN 9784041018163
- 『ず・ぼん』特集「武雄市図書館をたずねて」19号、ポット出版。ISBN 9784780802054

### 関連人物
- 樋渡啓祐 - 元武雄市長
- 中村伊知哉 - 武雄市MY図書館名誉館長
- 松原聡
- 石川准
- 上山信一